# Бруксајд (Колорадо)
Бруксајд (енгл. Brookside) град је у америчкој савезној држави Колорадо.

## Демографија
По попису из 2010. године број становника је 233, што је 14 (6,4%) становника више него 2000. године.
| Група             | 2000.       | 2010.       |
| Белци             | 192 (87,7%) | 211 (90,6%) |
| Афроамериканци    | 0 (0,0%)    | 0 (0,0%)    |
| Азијати           | 0 (0,0%)    | 0 (0,0%)    |
| Хиспаноамериканци | 24 (11,0%)  | 19 (8,2%)   |
| Укупно            | 219         | 233         |